# Perilissus albitarsis
Perilissus albitarsis är en stekelart som beskrevs av Thomson 1883. Perilissus albitarsis ingår i släktet Perilissus och familjen brokparasitsteklar. Arten är reproducerande i Sverige. Inga underarter finns listade i Catalogue of Life.